# آرشي فرازير
آرشي فرازير هو لاعب هوكي الجليد كندي، ولد في 9 فبراير 1914، وتوفي في 2 أغسطس 1993.

## وصلات خارجية
- آرشي فرازير على موقع دوري الهوكي الوطني (الإنجليزية)
- آرشي فرازير على موقع EliteProspects.com (الإنجليزية)
- آرشي فرازير على موقع HockeyDB.com (الإنجليزية)
- آرشي فرازير على موقع Hockey-Reference.com (الإنجليزية)